# Mihók Barna
Mihók Barna (Cegléd, 1948. november 27. – Pilisszántó, 2016. július 25.) magyar operatőr, filmrendező.

## Filmjei

### Operatőrként
- Kuckó (1968-1990)
- Woyzeck (1978)
- Családi tűzfészek (1979)
- Úton (1980) (forgatókönyvíró is)
- Szabadgyalog (1981)
- Panelkapcsolat (1982) (színész is)
- Huszárik-breviárium (1982)
- Jégkrémbalett (1984)
- Napló No. 1-8 (1984)
- Lehet ezt elfelejteni? (1985)
- Lenz (1987)
- Románc (1989)
- Forradalom után (1990)
- Remeték a vízen (1996) (filmrendező is)

### Színészként
- Sátántangó (1994) (forgatókönyvíró is)
- Papagáj (2000)
- Werckmeister harmóniák (2000)

### Filmrendezőként
- Egy tekercs valóság (1998)